# Амман (аеропорт)
Аеропорт Аммана «Королева Алія» (IATA: AMM, ICAO: OJAI) (араб. مطار الملكة علياء الدولي; Matar Al-Malikah Alia Ad-Dowali) — головний та найбільший аеропорт Йорданії, знаходиться у містечка Зізія за 30 км на південь від столиці — Аммана. Найменовано на честь королеви Алії, яка загинула в результаті катастрофи гелікоптера в 1977 році.
Аеропорт є хабом для авіаліній:
- Royal Jordanian Airlines
- Jordan Aviation
- Petra Airlines
- Royal Falcon
- Royal Wings
- Air Arabia Jordan

## Термінал
В березні 2013 р. було відкрито новий термінал;, який замінив два старі пасажирські термінали та один вантажний термінал.

## Транспорт
Щопівгодини з 06:30 до 17:00 від стоянки в аеропорту відходить автобус, що прибуває на міський автовокзал Абдалі (щогодини з 17:00 до 00:00).

## Авіалінії та напрямки, травень 2023

### Пасажирські
| Авіакомпанія         | Пункт призначення |
| -------------------- | --- |
| Aegean Airlines      | Афіни |
| Air Algerie          | Алжир |
| Air Arabia           | Абу-Дабі, Александрія, Асьют, Шарджа |
| Air Cairo            | Александрія, Асьют, Гіза, Шарм-ель-Шейх, Сохаг |
| Alexandria Airlines  | Александрія |
| AnadoluJet           | Сезонні: Анкара, Бодрум, Даламан, Трабзон |
| Austrian Airlines    | Відень |
| Badr Airlines        | Хартум |
| British Airways      | Лондон–Хітроу |
| Edelweiss Air        | Цюрих |
| EgyptAir             | Каїр |
| Emirates             | Дубай |
| Etihad Airways       | Абу–Дабі |
| Ethiopian Airlines   | Аддис-Абеба |
| Flyadeal             | Джидда, Ріяд |
| FlyBaghdad           | Багдад |
| flydubai             | Дубай |
| FlyEgypt             | Александрія, Асьют |
| Flynas               | Джидда, Ріяд |
| Gulf Air             | Бахрейн |
| Iraqi Airways        | Багдад, Басра, Ербіль, Сулейманія |
| Jazeera Airways      | Кувейт |
| Jordan Aviation      | Каїр, Дубай, Джидда, Кувейт, Маскат, Шарджа, Шарм-ель-Шейх |
| Kuwait Airways       | Кувейт |
| Libyan Airlines      | Триполі-Мітіга |
| Lufthansa            | Франкфурт |
| Middle East Airlines | Бейрут |
| Oman Air             | Маскат |
| Pegasus Airlines     | Анкара, Анталія, Ізмір, Трабзон |
| Qatar Airways        | Доха |
| Royal Jordanian      | Абу-Дабі, Аден, Алжир, Амстердам, Акаба, Афіни, Багдад, Бангкок–Суварнабхумі, Барселона, Басра, Бейрут, Брюссель, Каїр, Чикаго–О'Хара, Копенгаген, Даммам, Детройт, Доха, Дубай, Дюссельдорф, Ербіль, Франкфурт, Женева, Гонконг, Стамбул, Джидда, Хартум, Кувейт, Ларнака, Лондон–Хітроу, Ліон, Мадрид, Медина, Мілан–Мальпенса, Монреаль–Трюдо, Москва–Домодєдово, Мюнхен, Маскат, Наджаф, New York–JFK, Париж–Шарль де Голль, Ріяд, Рим–Ф’юмічіно, Стокгольм–Арланда, Сулейманія, Тель-Авів, Торонто–Пірсон, Туніс, Відень, Цюрих Сезонний: Анталія, Берлін, Шарм-ель-Шейх |
| Ryanair              | Мілан-Бергамо, Болонья, Бухарест, Будапешт, Краків, Мадрид, Пафос, Познань, Прага, Рим-Чіампіно, Тревізо, Відень, Варшава–Модлін Сезонні: Париж-Бове, Меммінген |
| Saudia               | Джидда, Ріяд |
| Tarco Airlines       | Хартум |
| TAROM                | Бухарест |
| Transavia            | Сезонні: Амстердам, Ліон, Париж–Орлі |
| Turkish Airlines     | Стамбул Сезонний: Анталія, Даламан |
| Tus Airways          | Сезонний: Ларнака (з 2 червня 2023) |
| United Airlines      | Вашингтон–Даллес |
| Vueling              | Сезонний: Барселона |
| Wizz Air             | Абу-Дабі, Будапешт, Лондон–Лутон, Мілан–Мальпенса, Рим–Ф’юмічіно, Відень Сезонно: Венеція |
| Yemenia              | Аден |

### Вантажні
| Авіакомпанія           | Пункт призначення                                |
| ---------------------- | ------------------------------------------------ |
| Cargolux               | Люксембург                                       |
| Royal Jordanian Cargo  | Багдад, Каїр, Ербіль, Маастрихт/Аахен, Тель-Авів |
| Saudia Cargo           | Ріяд                                             |
| Turkish Airlines Cargo | Стамбул                                          |

## Статистика

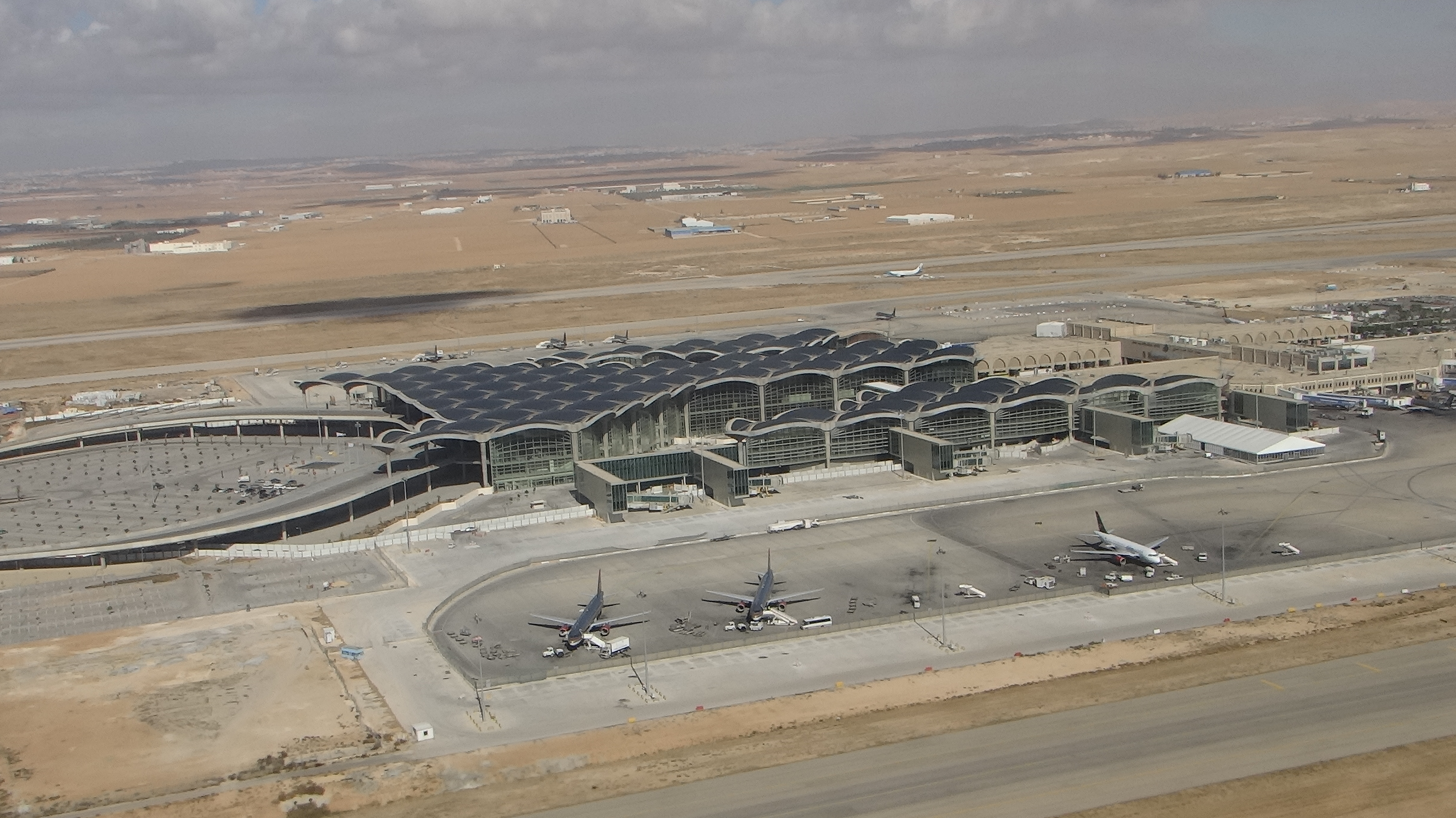
Новий термінал

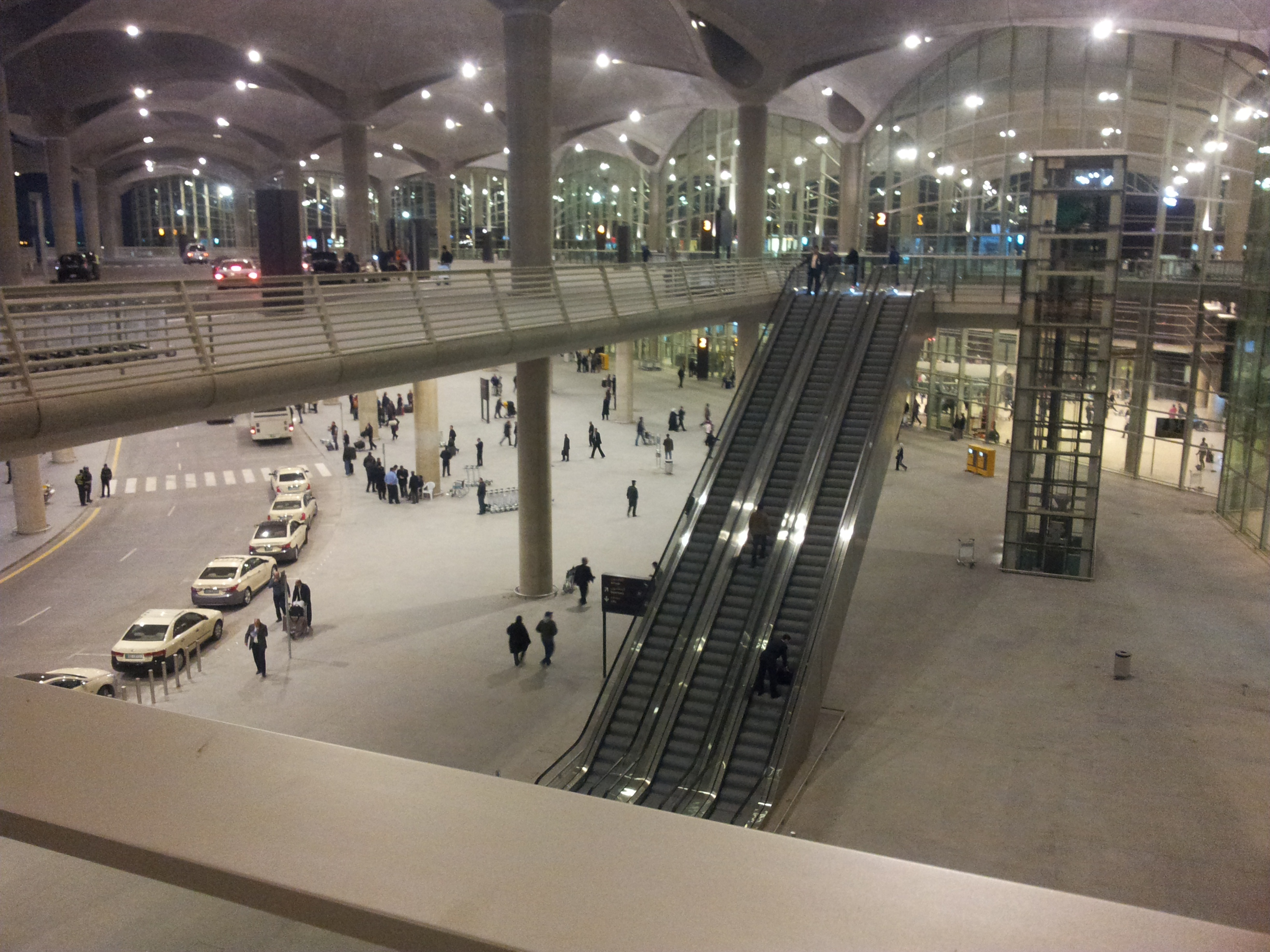
Інтер'єр терміналу

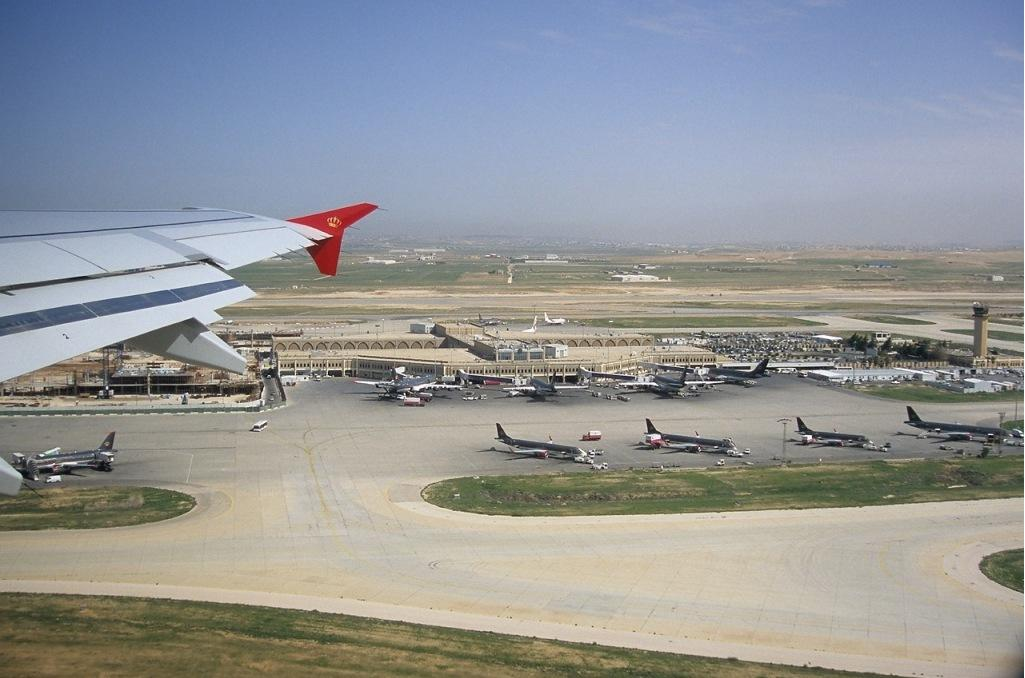
Перон

Див. джерело запитів Вікіданих та джерела.
| Рік  | Пасажирообіг | Зміни |
| ---- | ------------ | ----- |
| 2002 | 2,334,779    |       |
| 2003 | 2,358,475    | 1%    |
| 2004 | 2,988,174    | 21%   |
| 2005 | 3,301,510    | 9%    |
| 2006 | 3,506,070    | 6%    |
| 2007 | 3,861,126    | 9%    |
| 2008 | 4,477,811    | 14%   |
| 2009 | 4,770,769    | 6%    |
| 2010 | 5,422,301    | 12%   |
| 2011 | 5,467,726    | 1%    |
| 2012 | 6,250,048    | 13%   |
| 2013 | 6,502,000    | 4%    |
| 2014 | 7,089,008    | 9%    |
| 2015 | 7,095,685    | 0%    |
| 2016 | 7,410,274    | 4.4%  |
| 2017 | 7,914,704    | 6.8%  |

| Рік  | Авіатрафік |
| ---- | ---------- |
| 2007 | 44,672     |
| 2008 | 51,314     |
| 2009 | 57,726     |
| 2010 | 62,863     |
| 2011 | 63,426     |
| 2012 | 67,190     |
| 2014 | 73,125     |
| 2015 | 73,584     |
| 2016 | 73,784     |
| 2017 | 74,044     |